# IC 4541
IC 4541 — галактика типу Sb (компактна витягнута галактика) у сузір'ї Райський Птах.
Цей об'єкт міститься в оригінальній редакції індексного каталогу.